# كليفتون بارك (نيويورك)
كليفتون بارك (بالإنجليزية: Clifton Park, New York) هي بلدة أمريكية و مدينة تقع في الولايات المتحدة في مقاطعة ساراتوغا، نيويورك. يقدر عدد سكانها بـ 36,705 نسمة ومساحتها 130.1 كم2 وترتفع عن سطح البحر 97 متر.